# Kyle Petty
Statistiques en NASCAR Cup Series
Dernière mise à jour : 14 août 2007 
Kyle Petty (né le 2 juin 1960 à Randleman, en Caroline du Nord) est un pilote automobile américain de NASCAR disputant la  Sprint Cup. Il pilote la voiture no 45.

## Biographie
Kyle Petty fait partie d'une grande famille du sport automobile américain, son grand-père (Lee Petty), son père (Richard Petty) et son fils (Adam Petty) ont été aussi pilotes en Nascar.